# Cleora inobeda
Cleora inobeda là một loài bướm đêm trong họ Geometridae.